# World Boxing
World Boxing är en internationell idrottsorganisation som reglerar amatörboxning. Den grundades 2023 efter att relationen mellan Internationella olympiska kommittén (IOK) och International Boxing Association (IBA) lett till att IOK sa upp kontakten med IBA.
Sverige är ett av flera länder som anslutit sig till World Boxing. Organisationens mål är att bli den som organiserar amatörboxning som en del av olympiska sommarspelen 2028.